# Schmalschnabeltodi
Der Schmalschnabeltodi (Todus angustirostris) ist ein Rackenvogel in der Familie der Todis (Todidae). Sein Verbreitungsgebiet umfasst die Länder Haiti und Dominikanische Republik. Der Bestand wird von der IUCN als nicht gefährdet (Least Concern) eingestuft.

## Merkmale
Die Schmalschnabeltodi erreicht eine Körperlänge von etwa 11 Zentimetern bei einem Gewicht von ca. 6,7 Gramm. Er wirkt winzig und klobig. Die Oberseite ist leuchtend grün. Die rote Kehle geht an der Unterseite in ein Weiß mit gelber Färbung über. Die Flanken sind blassrosa. Der Unterschnabel ist rötlich mit einer schwarzen Spitze.
Jungvögeln fehlt das Rot an der Kehle und die Brust ist blassgrün gestreift.
Der Schmalschnabeltodi ähnelt dem Breitschnabeltodi (Todus subulatus). Beide haben überlappende Verbreitungsgebiete, so dass sie nur schwer zu unterscheiden sind.

## Verhalten
Beim sitzenden Vogel zeigt der Schwanz gerade nach unten und der Schnabel etwa in einem 45-Grad-Winkel nach oben. Dabei dreht er ständig den Kopf, auf der Suche nach Insekten. Seine Beute jagt er in kurzen Schwirrflügen. Dabei schnappt der Schnabel hörbar zu. Zur Beutesuche bevorzugt er meist die dichteren unteren Straten. Er brütet von April bis Juni und legt dabei 3–4 glänzend weiße, ungefleckte Eier. Sein Nest baut er in einer Kammer oder am Ende eines bis zu 30 Zentimeter tiefen Tunnels in Erddämmen. In der Sierra de Bahoruco wurden auch Nester in Baumhöhlen bis zu 9 Metern über dem Boden entdeckt.

## Verbreitung und Lebensraum
Der Vogel ist endemisch auf Hispaniola und kommt dort in den höheren Lagen zwischen 900 und 2400 Metern, selten auch bis 3000 Meter, vor.  Man findet ihn in dichten, feuchten Wäldern mit moosüberwachsenen Kiefern, Lebermoosen, Orchideen, Spanischem Moos, Farnen oder Kletterbambus (Dinochloa). Gelegentlich besucht er auch Kaffeeplantagen. Vereinzelt sieht man ihn in etwas tieferen Lagen. Er lebt bevorzugt in Schluchten und an tonerdenen Uferdämmen.

## Unterarten
Eine DNA-Studie von Lowell Chester Overton und Douglas D. Rhoads aus dem Jahre 2004 ergab genetische Unterschiede zwischen den Populationen der Sierra de Neiba sowie der Cul-de-Sac-Ebene und den Vorkommen in der Sierra de Bahoruco sowie auf der südlichen Halbinsel Haitis. Die IOC World Bird List berücksichtigt diese neueren Erkenntnisse bisher noch nicht.

## Etymologie und Forschungsgeschichte
Frédéric de Lafresnaye beschrieb die Art im Jahr 1851 in Revue et Magasin de Zoologie Pure et Appliquée unter dem heutigen Namen Todus angustirostris. Der Vogel erhielt Auguste Sallé (1820–1896) in Amerika, wobei das Typusexemplar in der Saint-Domingue gesammelt wurde. Lafresnaye stützte sich bei der Erstbeschreibung auf die Schilderungen des Entdeckers. »Todus« war der Name für einen nicht genauer identifizierten Vogel in Cistellaria von Titus Maccius Plautus. Dieser Name wurde auch Sextus Pompeius Festus verwendet. Spätere Autoren nutzen den Namen für die Gattungen der Rotkehlchen (Erithacus) und der Rotschwänze (Phoenicurus). Wahrscheinlich wurde der Grüntodi (Todus todus) wegen seiner kleinen Größe und der roten Kehle und damit seiner Ähnlichkeit mit dem Rotkehlchen so benannt.
Der Name »angustirostris« setzt sich aus den lateinischen Worten »angustus« für »schmal« und »-rostris« für »-schnäbelig« zusammen.